# Куля тріо
Куля тріо — куля для гладкоствольної мисливської зброї, по суті являє собою контейнер з трьома підкаліберними свинцевими кулями . Куля вирізняється хорошою купчастістю стрільби, та не свинцює ствол зброї. Контейнер задає кулі стабільності в польоті, а наявність трьох уражуючих елементів значно підвищує імовірність ураження цілі. Після пострілу контейнер вилітає з ствола рушниці і розкривається, в подальшому три кулі продовжують політ окремо. 
Перевагою кулі тріо є те що вона підходить для стрільби із рушниць з дульним звуженням. Інколи кулю тріо модифікують замінюючи свинцеві кулі на тотожні за розміром стальні або титанові, це призводить до збільшення пробивної сили. Ця куля досить розповсюджена у використанні на території України та деяких іноземних країн, виготовляється українськими підприємствами. Рекомендована для полювання на вовка, кабана, лося, оленя.